# Porta del Povino
La Porta del Povino (o Porta di Sotto) era un tempo una delle porte di accesso alla fortezza di Castel Goffredo, per chi proveniva da sud.

## Storia e descrizione
All'inizio del Quattrocento, sotto il marchesato di Alessandro Gonzaga, il primo nucleo abitato costruito a ridosso di "Castelvecchio" fu circondato da un secondo ordine di mura. Non è da escludere che Alessandro si sia avvalso della consulenza del famoso architetto militare della corte gonzaghesca di Mantova Giovanni da Padova. Tutto attorno alle mura si estendeva un fossato, originato dal corso dei torrenti Fuga e Tartarello, che nel punto più largo era ampio 25 metri e profondo alcuni metri.
L'accesso al borgo era controllato da quattro porte:
- Porta Picaloca, a est,  all'ingresso dell'attuale via Mantova (unica a oggi rimasta);
- Porta di Sopra, a nord, all'ingresso dell'attuale via Manzoni, a ridosso della quale nel 1460 fu costruito a maggiore difesa il rivellino;[4]
- Porta del Povino, a sud, all'ingresso dell'attuale via Botturi;
- Porta di Poncarale, a ovest,  all'ingresso dell'attuale via Poncarali.

Le quattro porte furono in seguito ridotte a due (di Sopra e del Povino) sotto il dominio di Aloisio Gonzaga per ragioni di sicurezza.

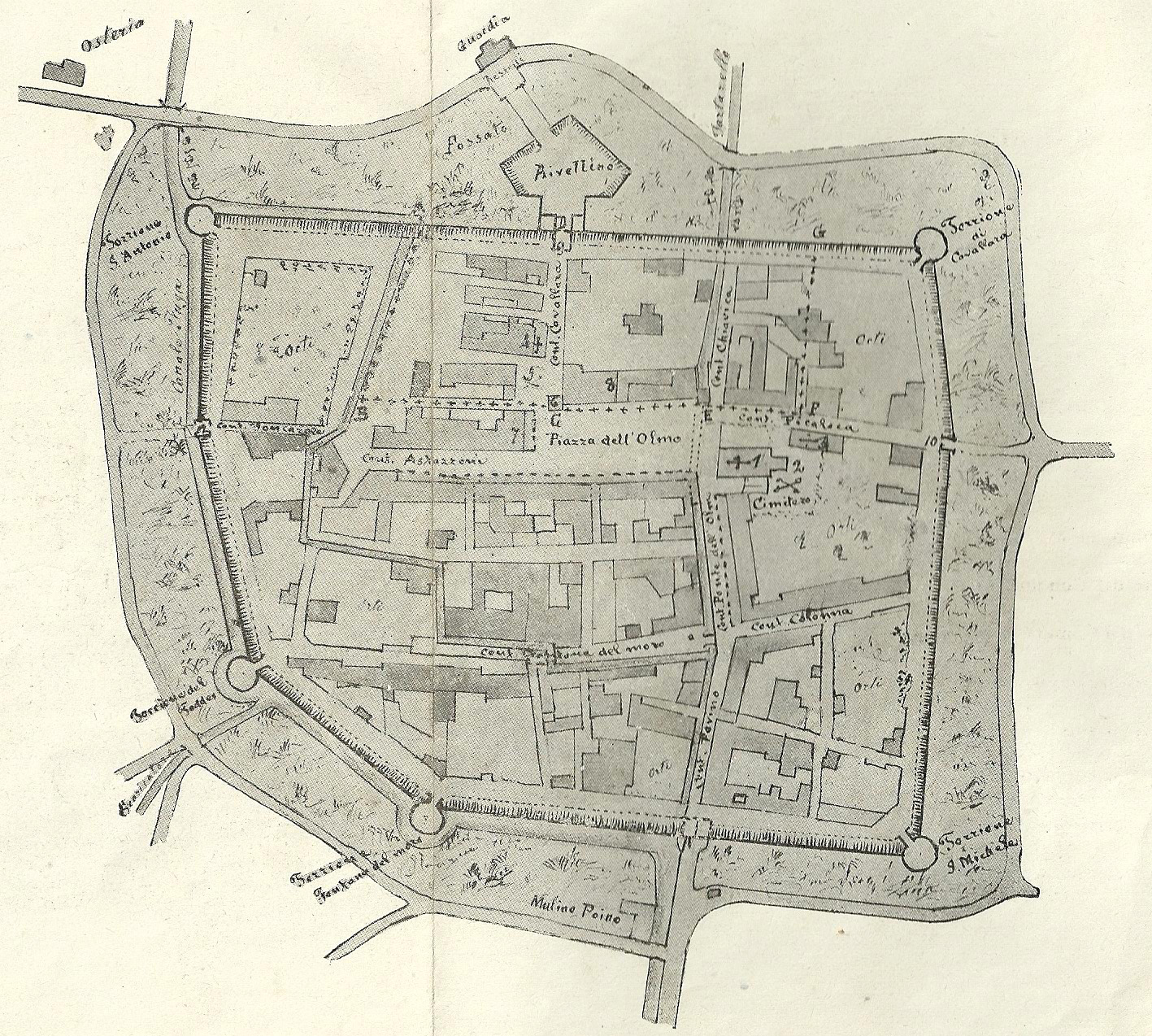
Pianta di Castel Goffredo all'inizio del Cinquecento, con a sud la Porta del Povino ed il mulino del Poino.

La Porta del Povino era collocata a sud, all'incrocio delle attuali via Piave, via IV Novembre e via Botturi.
Era la più massiccia delle quattro. Edificata a tre piani con muri di spessore di quattro metri, comprendeva al suo interno quattro locali adibiti a prigione e alcuni locali utilizzati dal corpo di guardia. Era dotata di porta che ne permetteva il transito, protetta da una saracinesca mobile ed era collegata ad un ponte levatoio che sporgeva sul fossato di difesa, controllato esternamente dal casello della guardia.
All'esterno della porta, il marchese Aloisio Gonzaga fece collocare due lapidi, una ancora oggi visibile sulla Chiesa prepositurale di Sant'Erasmo, che recita: QVIA NOMEN TANTVM IN TERRIS ALOYSIVS; la seconda recitava ALOYSIUS GONZAGA MARCHIO 1520.
A metà del Settecento (tra il 1757 e il 1776) iniziò il progressivo abbattimento delle opere di difesa, iniziando dal rivellino, collocato a difesa della Porta di Sopra. Nei primi decenni dell'Ottocento iniziò per Castel Goffredo una profonda ristrutturazione urbanistica, che interessò anche la Porta del Povino. L'abbattimento fu completato nel 1838, perché dichiarata ingombrante ai fini della circolazione.
A breve distanza dalla Porta sorgeva il mulino del Poino, uno dei cinque mulini di Castel Goffredo, situato sul torrente Fuga.

## Galleria d'immagini

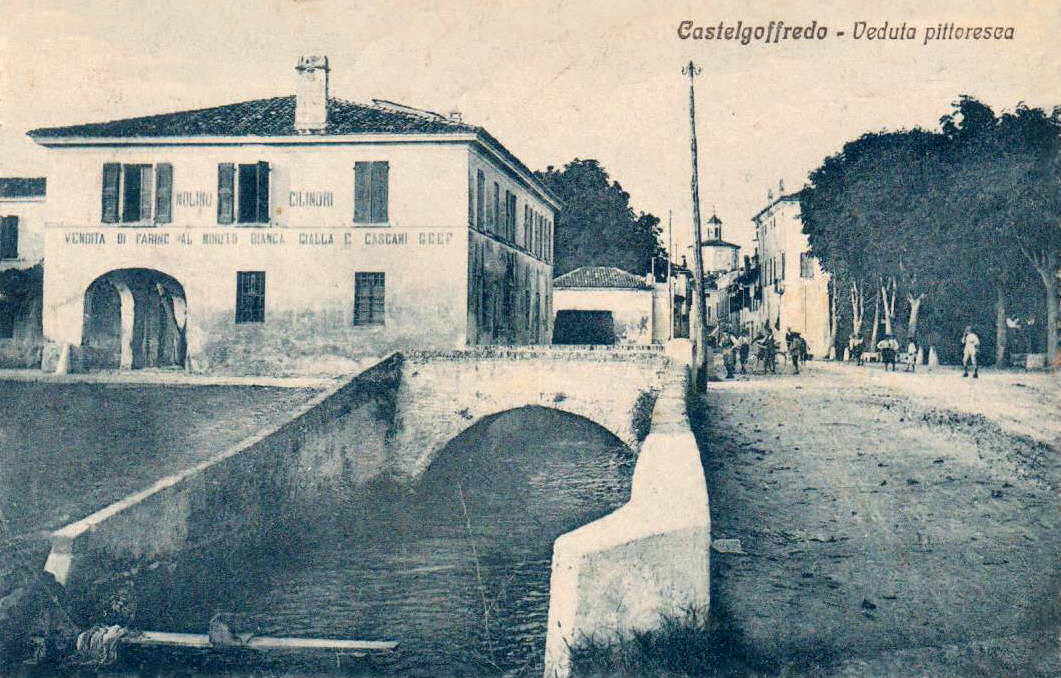
Porta Mulino 1900/1925
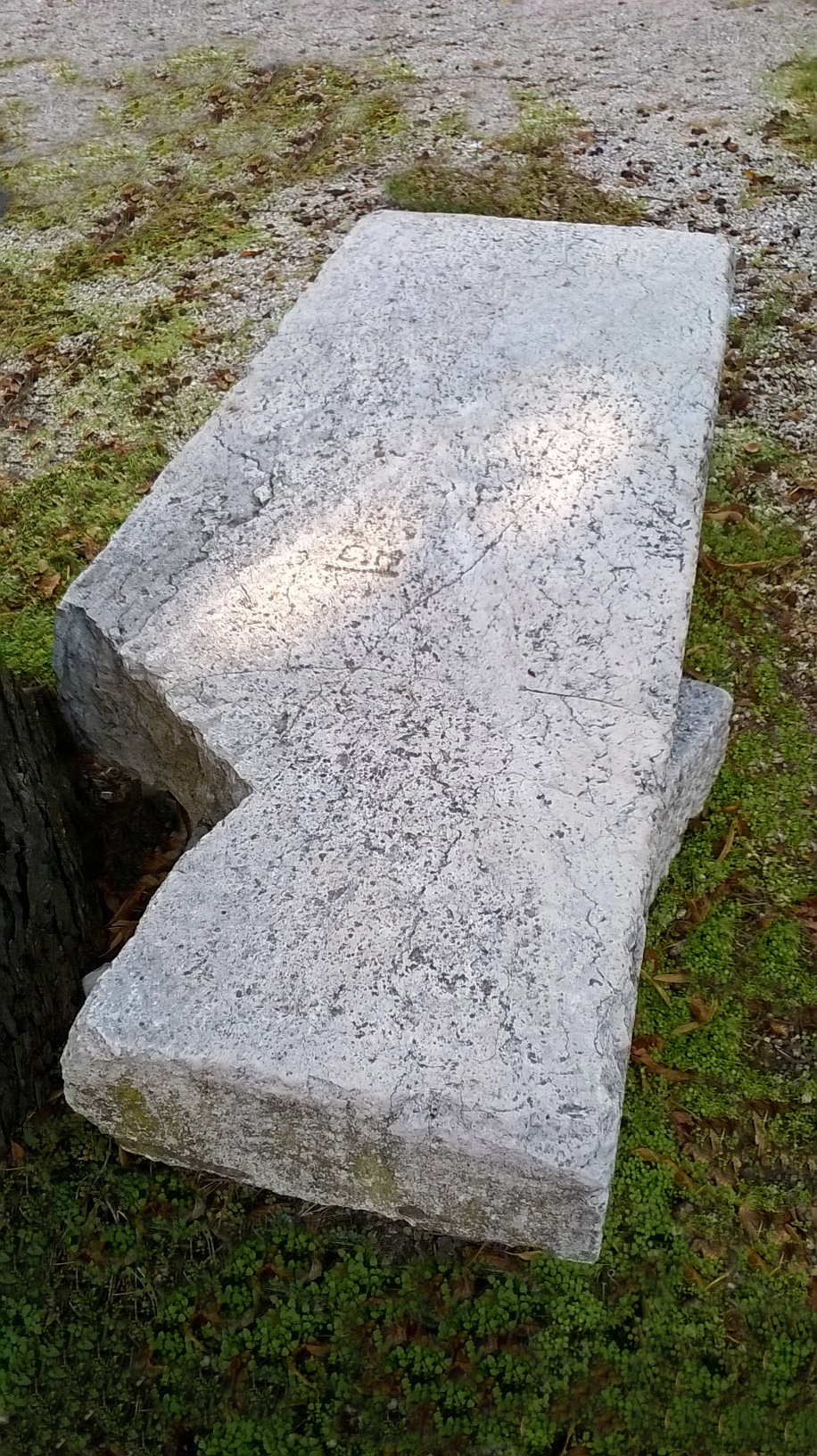
Lastra in marmo che copriva l'ingresso della Porta
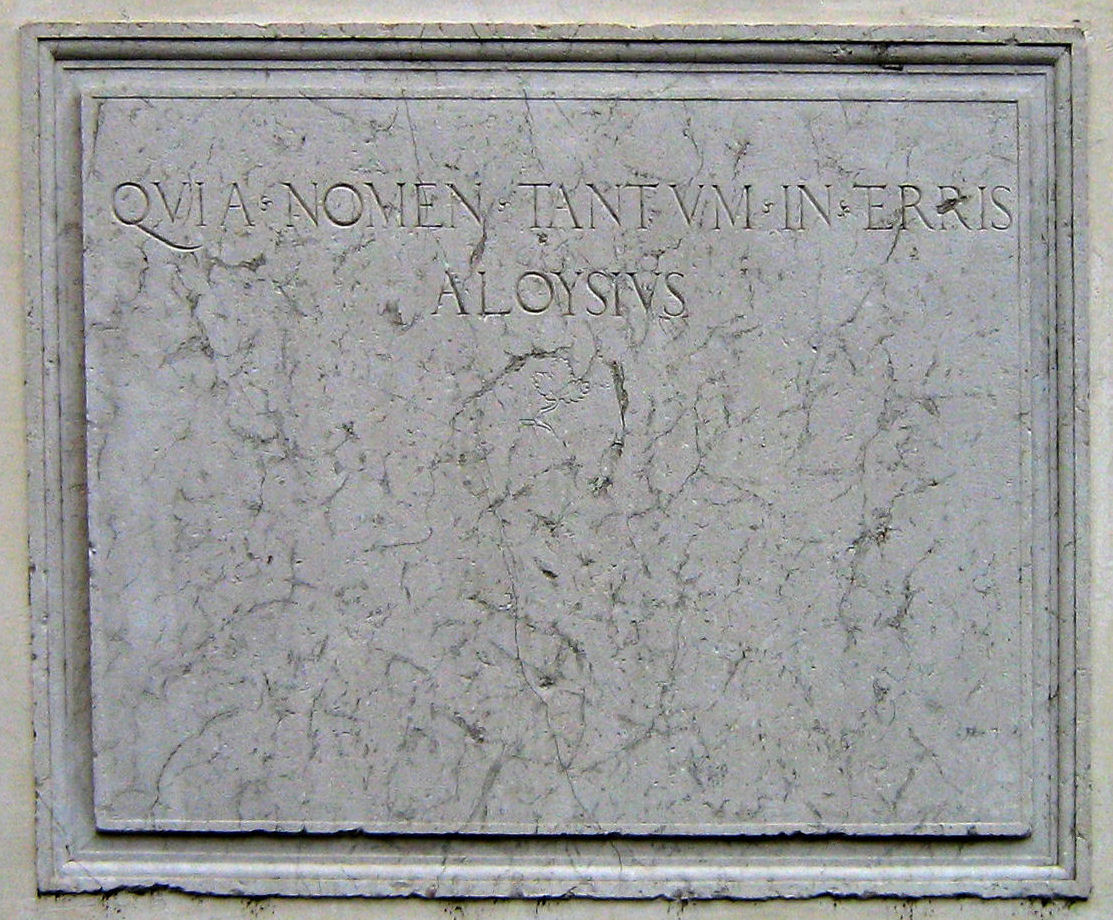
Lapide collocata da Aloisio Gonzaga sulla Porta del Povino, XV secolo

### Altre fonti
- 1999 – Immagina. Castel Goffredo: l'evoluzione di un territorio, CD-ROM, a cura del Comune di Castel Goffredo